# Mark Jenkins (Künstler)

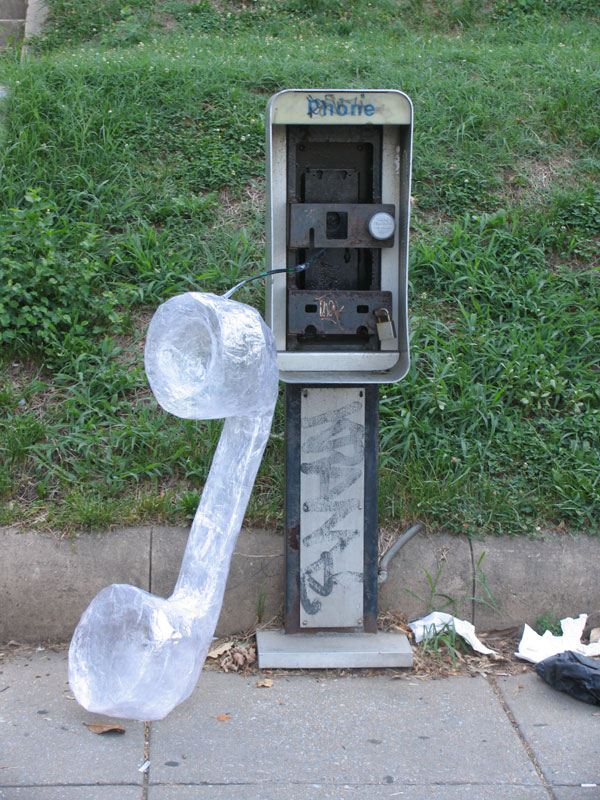
Call Waiting

Mark Jenkins (* 1970 in Alexandria, Virginia) ist ein US-amerikanischer Street-Art-Künstler. Seine bekanntesten Werke sind Installationen im Straßenraum, die er aus Klebeband fertigt. Er lebt in Washington, D.C.

## Werke

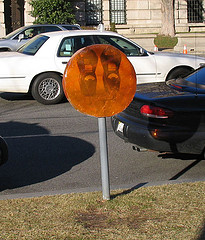
Meterpop

Jenkins’ erstes Kunstwerk dieser Art war eine Reihe von Abdrücken seines Körpers aus Klarsichtband, die er in den Straßen von Rio de Janeiro installierte (2003). Beim Storker-Projekt 2005 mit Sandra Fernandez platzierte er eine Reihe von „Babys“ aus Klebeband in verschiedenen Städten. 2006 begann Jenkins, die Skulpturen so einzukleiden, dass aus ihnen hyperrealistische Körper wurden (Embed Series). Im Jahr 2007 wurde der Künstler von Banksy persönlich dazu eingeladen, sich an seinem Projekt Santa’s Ghetto in Bethlehem zu beteiligen.
Gemeinsam mit Greenpeace arbeitete er 2008 an der Straßeninstallation Plight of the Polar Bears.
In Zusammenarbeit mit dem Kunstverein Positive-Propaganda e. V. realisierte Mark Jenkins 2013 in München eine Arbeit mit dem Titel Tic-Tac-Toe, in welcher eine seiner Skulpturen in Form eines Graffiti-Künstlers eine Fassade im Münchner Westend bemalte.
Jenkins’ Straßenkunst nutzt die Straße als Bühne, auf der Passanten zu Akteuren werden. Viele seiner Installationen haben Sicherheitskräfte auf den Plan gerufen, die er ebenfalls als Mitspieler betrachtet.

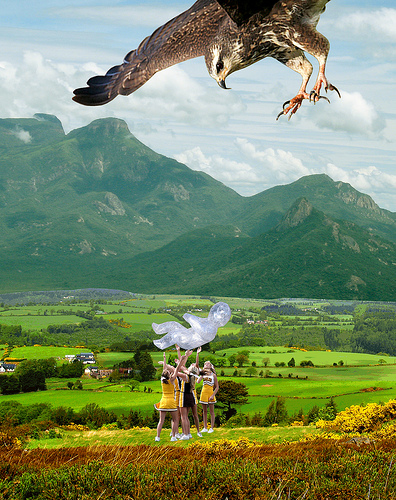
Glazed Paradise

Jenkins bezeichnet sein Gesamtwerk als „Glasiertes Paradies“; seine gleichnamige Website glazedparadise.com zeigt digitale Collagen seiner Straßenfiguren in surrealen Umgebungen.

„Bekannt wurde Mark Jenkins durch eine Reihe ungewöhnlicher Installationen im Stadtraum. Lebensechte, aus herkömmlichem Packband gefertigte Tierfiguren, wie etwa Hunde und Giraffen, aber auch Menschen, wurden von ihm ohne einen spezifischen Auftrag an ausgewählten Orten im zumeist urbanen Umfeld hinterlassen. In dieser Tradition stehend ist ‚Embed‘ ein Langzeitprojekt, für das Jenkins Paketband-Abnahmen seines eigenen Körpers verwendet. Diese von ihm bekleideten Gestalten begegnet man in verschiedenen Posen. Sie betteln, sitzen auf Hausdächern oder warten an Fassadenwänden.  Allen Gestalten Jenkins’ ist gemein, dass sie gesichtslos sind und daher trotz ihrer alltäglichen Erscheinung fremd wirken. Sie scheinen von ihrem Umfeld vollkommen isoliert zu sein. So kommen seine Skulpturen einem sozialen Experiment gleich, das eine ganze Bandbreite von Emotionen provoziert. Etwa dann, wenn eine an einem Mülleimer befestigte Bärenfigur, die der Künstler 2008 für eine Greenpeace-Umweltkampagne installierte, eine derartige Panik auslöst, dass sogar ein Bombenentschärfungskommando eingeschaltet wurde.“

## Ausstellungen (Auswahl)
- 2008: fresh air smells funny, Kunsthalle Dominikanerkirche, Osnabrück.[8][9]
- 2008: Call it what you like! Collection Rik Reinking, KunstCentret Silkeborg Bad, Dänemark.[10][11]
- 2009: Urban-Art – Werke aus der Sammlung Reinking, Weserburg Museum für moderne Kunst, Bremen.[12][13]
- 2011: Street Art – meanwhile in deepest east anglia, thunderbirds were go…, Von der Heydt-Museum, Kunsthalle Barmen, Wuppertal.[14][15]
- 2012: Holding Cell, Ruttkowski;68, Köln.[16]
- 2014: Terrible Horrible, Ruttkowski;68, Köln.[17]
- 2014: 50 Years of Hell, Positive-Propaganda e. V., München.